# Holger Carlsson
Holger Carlsson (ursprungligen Karlsson), född 6 januari 1910 i Överjärna församling, död 26 juli 1983 i Bollnäs, var en svensk syndikalist, verksam som journalist, översättare och agitator.
I början av 1930-talet tog Holger Carlsson tillsammans med Nisse Lätt initiativet till bildande av ett syndikalistiskt ungdomsförbund, Syndikalistiska Ungdomsförbundet (SUF). Under perioden 1934–1940 var han ansvarig utgivare för dagstidningen Arbetaren och 1948–1950 redaktionssekreterare för Anarkistiska propagandaförbundets tidning Brand.
I samarbete med skalden och socialdemokratiske politikern Ture Nerman utgav Carlsson boken Nazismen i Sverige. Ett varningsord. Arbetet, som är en förteckning över nazister och nazistiska organisationer med flera, utkom i samverkan mellan det antifascistiska tidningsförlaget Trots allt! och det syndikalistiska Federativs, Stockholm 1942.
Carlsson översatte från tyska Rudolf Rockers biografi om Max Nettlau, Ett liv för friheten, som utkom hos Federativs, Stockholm 1956.